# Kutima
Il Kutima (in russo Кутима?) è un fiume della Siberia orientale, affluente di destra della Kirenga (bacino della Lena). Scorre nell'oblast' di Irkutsk, in Russia.
Il fiume ha la sua sorgente vicino al confine con la Buriazia e scorre in direzione nord-occidentale attraversando la catena dei monti Akitkan; sfocia nella Kirenga a 97 km dalla sua foce, a sud del villaggio di Kutima. Il fiume ha una lunghezza di 141 km; l'area del suo bacino è di 2 740 km².